# 29. veljače
29. veljače (29. 2.) je 60. dan prijestupne godine po gregorijanskom kalendaru.
Ako nije prijestupna godina, veljača ima samo 28 dana i nakon 28. veljače odmah ide 1. ožujka.
Do kraja godine ima još 306 dana.

## Događaji
- 1704. – Udružene snage Francuza i američkih domorodaca uništile su Deerfield, Massachusetts tijekom Rata kraljice Anne.
- 1808. – Napoleon Bonaparte, u pohodu na Španjolsku, koju je osvojio mjesec dana ranije, ušao u Barcelonu
- 1940. – Hattie McDaniel postala prva crnkinja koja je osvojila filmsku nagradu Oscar
- 1944. – pet vođa indonezijske komunističke partije osuđeno na smrt.
- 1956. – u Pakistanu utemeljena Islamska Republika
- 1960. – Potres u Maroku odnio gotovo 3000 žrtava
- 1972. – Hank Aaron postao prvi igrač bejzbola koji je potpisao ugovor vrijedan 200.000,00 američkih dolara godišnje.
- 1996. – Rat u BiH: Nakon 1425 dana završena opsada Sarajeva (ubijeno 11 tisuća stanovnika)
- 1996. – U Zagrebu je osnovana Akademija šumarskih znanosti.
- 2000. – Elton John napustio brodvejsku premijeru mjuzikla Aida temeljenog na njegovim pjesmama
- 2004. – Jean-Bertrand Aristide odstupio je s položaja predsjednika Haitija nakon uspona pobunjenika.
- 2020. – Prvi smrtni slučaj COVID-19 bolesti je zabilježen u SAD-u.

| - 1468. – Pavao III., papa - 1728. – Robert Bage, književnik - 1792. – Gioacchino Rossini, talijanski skladatelj († 1868.) - 1920. – Pavao Anđelić, pravnik, povjesničar i arheolog - 1920. – James Mitchell, glumac - 1928. – Joss Ackland, glumac - 1936. – Alex Rocco, glumac - 1940. – Bartolomej I., carigradski patrijarh - 1944. – Dennis Farina, glumac - 1976. - Ja Rule, američki glumac i reper - Katalin Kovácz, mađarska kanuistica - Tomislav Mijatović, hrvatski košarkaški trener - 1984. – Martina Vrbos, pjevačica - 2000. – Ferran Torres, španjolski nogometaš | - 486. – Hilarije, papa - 1744. – John Theophilus Desaguliers, britanski prirodoslovac i svećenik (* 1683.) - 1868. – Ludvig I. Karlo August Bavarski, bavarski kralj (* 1786.) - 1932. – Vladimir Čerina, hrvatski književnik (* 1891.) |

## Blagdani i spomendani
- Sveti Osvald
- Ivan Kasijan

## Imendani
- Hilarije
- Osvald
- August